# Romstrade
Romstrade este o companie de construcții din România, parte a grupului Romstrade.
Număr de angajați:
- 2009: 1.400[2]
- 2008: 1.000[2]

Cifra de afaceri:
- 2009: 320 milioane euro[3]
- 2008: 230 milioane euro[2]